# Desognaphosa carbine
Desognaphosa carbine là một loài nhện trong họ Trochanteriidae. Loài này phân bố ở Queensland.